# 기원전 36년

## 연호
- 전한(前漢) 건소(建昭) 3년

## 기년
- 전한(前漢) 원제(元帝) 13년
- 신라(新羅) 혁거세 거서간(赫居世居西干) 22년
- 고구려(高句麗) 동명성왕(東明聖王) 2년

## 사건
- 옥타비아누스가 일리리아를 제압하다.
- 전한의 감연수와 진탕이 서흉노의 질지선우를 질지 공성전에서 무찌르다.

## 사망
- 서흉노의 선우 질지선우